# Mercedes González de Arleta
Mercedes González de Arleta conocida como Mercedes González (Madrid, 11 de julio de 1963) es una deportista española que compitió en motocross y en ciclismo de montaña en la disciplina de descenso. Ganó una medalla de plata en el Campeonato Mundial de Ciclismo de Montaña de 1995 y una medalla de bronce en el Campeonato Europeo de Ciclismo de Montaña de 1996.

## Biografía
Nació en Madrid pero pronto emigró con su padre, dibujante de Disney y Hanna Barbera entre otras factorías a Estados Unidos. En California empezó a competir en motocross, logrando 9 títulos femeninos. En 1992 fue considerada la mujer más rápida en motocross. Entrenaba a diario con la bicicleta y en 1994 decidió probar el ciclismo de montaña. En 1995 se convirtió en profesional y fue segunda en los Campeonatos del Mundo.

## Palmarés internacional
| Campeonato Mundial | Campeonato Mundial          | Campeonato Mundial | Campeonato Mundial |
| Año                | Lugar                       | Medalla            | Competición        |
| ------------------ | --------------------------- | ------------------ | ------------------ |
| 1995               | Kirchzarten (Austria)       | Medalla de plata   | Descenso           |
| Campeonato Europeo |                             |                    |                    |
| Año                | Lugar                       | Medalla            | Competición        |
| 1996               | Bassano del Grappa (Italia) | Medalla de bronce  | Descenso           |